# Scopula marcidaria
Scopula marcidaria là một loài bướm đêm trong họ Geometridae.